# Скачков, Павел Валерьевич
Павел Валерьевич Скачков (род. 14 сентября 1979) — российский шахматист, гроссмейстер (2007). Воспитанник шахматного клуба "Этюд" МБУ ДО "ЦВР "Социум" г. Екатеринбург.

## Спортивные достижения
Победитель этапа Кубка России в Минске (2001)
| Год  | Город     | Турнир                | + | − | = | Результат | Место |
| ---- | --------- | --------------------- | - | - | - | --------- | ----- |
| 2002 | Краснодар | 55-й чемпионат России | 2 | 4 | 3 | 3½ из 9   | 44    |

В июне 2013 года участвовал в чемпионате мира по быстрым шахматам и блицу в Ханты-Мансийске.
С 2012 года тренер юношеской сборной России. С 2017 года тренер в Образовательном Центре "Сириус" г.Сочи.